# Röd skogsmyra

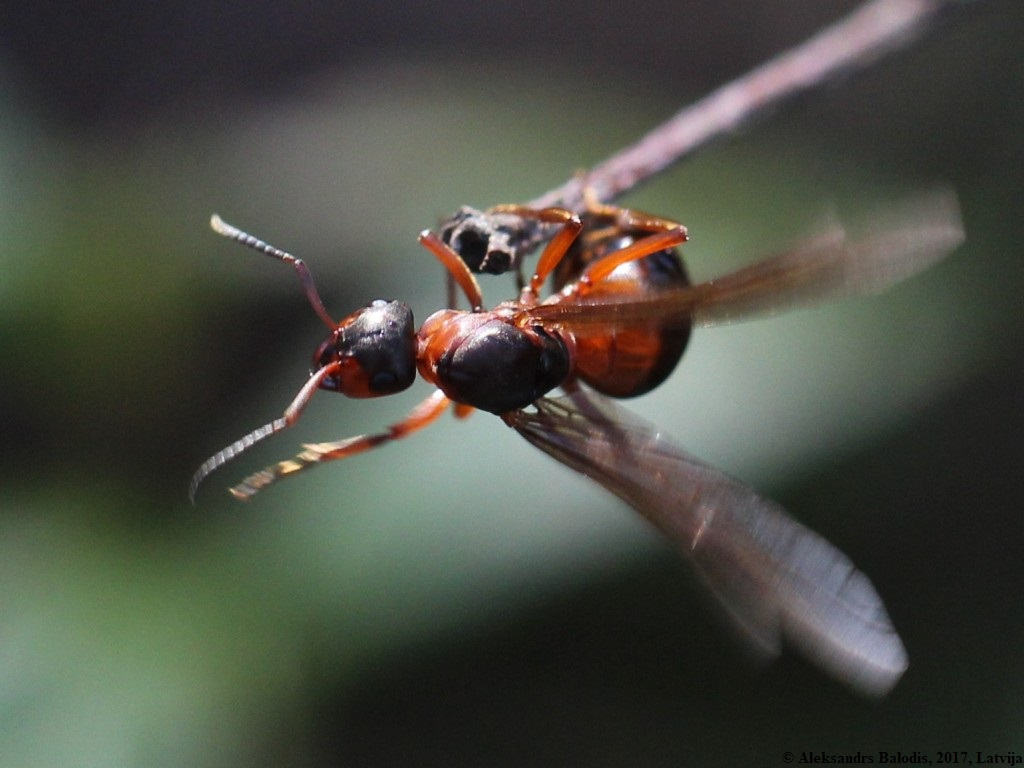
En ung bevingad drottning innan vingarna bitits av efter svärmningen

Röd skogsmyra (Formica rufa), även kallad vanlig skogsmyra, röd stackmyra och vanlig stackmyra, är en myra som tillhör Formica rufa-gruppen, även kallad skogsmyror. Den är vitt spridd och vanlig i Europa och den mest välkända skogsmyran. I Sverige är den också en av de vanligaste myrarterna.

## Kännetecken
Den röda skogsmyrans drottningar och hanar har en kroppslängd på omkring 9 till 11 millimeter och arbetarnas kroppslängd är cirka 4,5 till 9 millimeter. Färgen på huvudet, bakkroppen och större delen av benen är svart, medan huvudets sidor, mellankroppen och övre delen av benen är rödaktiga. Den har kraftiga käkar, mandibler, som den kan tillfoga kännbara bett med. Den saknar gadd, men kan spruta ut myrsyra genom bakkroppen om den blir angripen. Om man blivit biten och myrsyran kommer i såret, kan det svida, men är inte farligt.

## Utbredning
Den röda skogsmyran finns i stora delar av Europa och öster ut till Kaukasus och Sibirien. De lever ofta i skogsområden med en blandning av lövträd och barrträd eller med övervägade barrskog. 

## Levnadssätt
Den röda skogsmyran lever i stackar och artens samhällen kan bli mycket stora och innehålla uppåt en miljon individer. Det beror på att arten tillhör ett mindre antal myrarter som har flera myrdrottningar i samma bo. Drottningarna kan uppgå till ett hundratal. Drottningen klarar inte av att själv grundlägga ett bo, utan måste antingen efter svärmningen accepteras av sin hemstack eller av en annan stack som hannen exempelvis kom ifrån eller genom att förslava ett bo av någon annan art, oftast av svart slavmyra (Formica fusca) eller nordslavmyra (Formica lemani). Därigenom undviks det kostsamma grundläggandet av ett bo för denna myrart. Svart slavmyra liknar till utseendet en vanlig svartmyra (Lasius niger), men är större och en aning gråare. Formica rufa-drottningen tar över boet genom att döda dess egen drottning, varefter boets arbetare tror att den främmande drottningen är deras egen genom liknande feromoner och lukt, och därför hjälper henne tills boet blir ett rent Formica rufa-bo.
Drottningen är på grund av att hon inte behöver klara sig själv, inte heller så mycket större än arbetarna (behöver inte extra fettreserver för att grundlägga ett bo utan mat i början). Den är dock något större och med starkare rödaktiga och svarta färger än arbetarna.
Skogsmyrornas samhällen består av flera stackar, som ingår i system intill varandra. Ofta ligger nämligen flera stackar nära varandra och myrarbetarna bestämmer var stackarna ska ligga beroende på födotillgång och på samhällenas tillväxt av antalet individer.

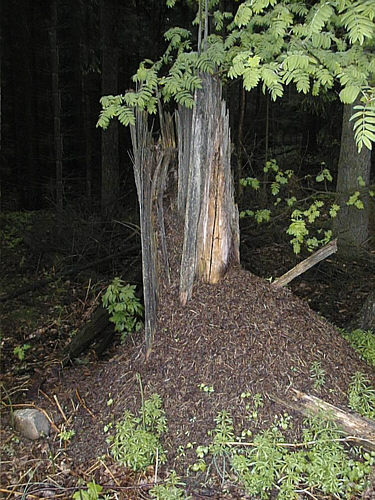
Myrstack av röda skogsmyror i skogen
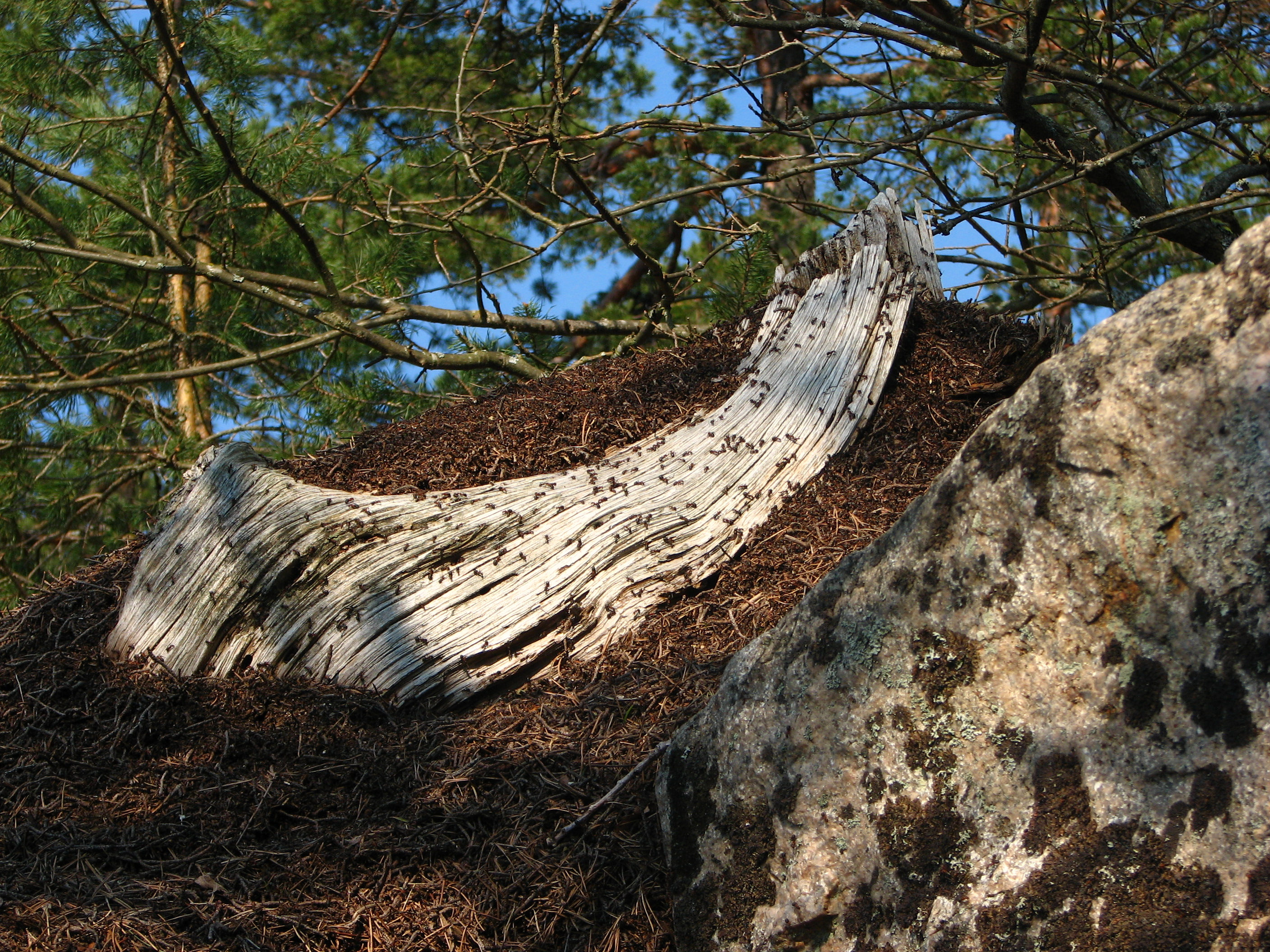
Myrstack av röda skogsmyror på en berghäll
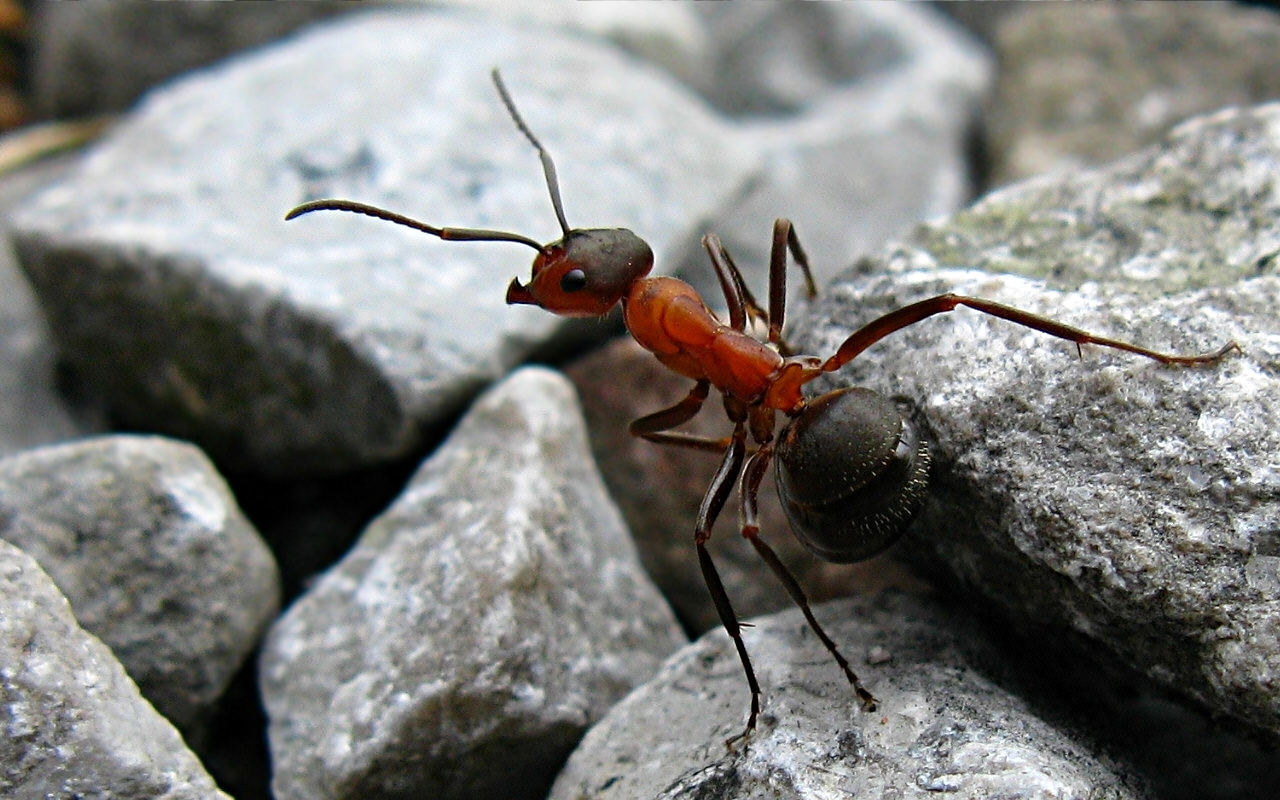
En arbetare
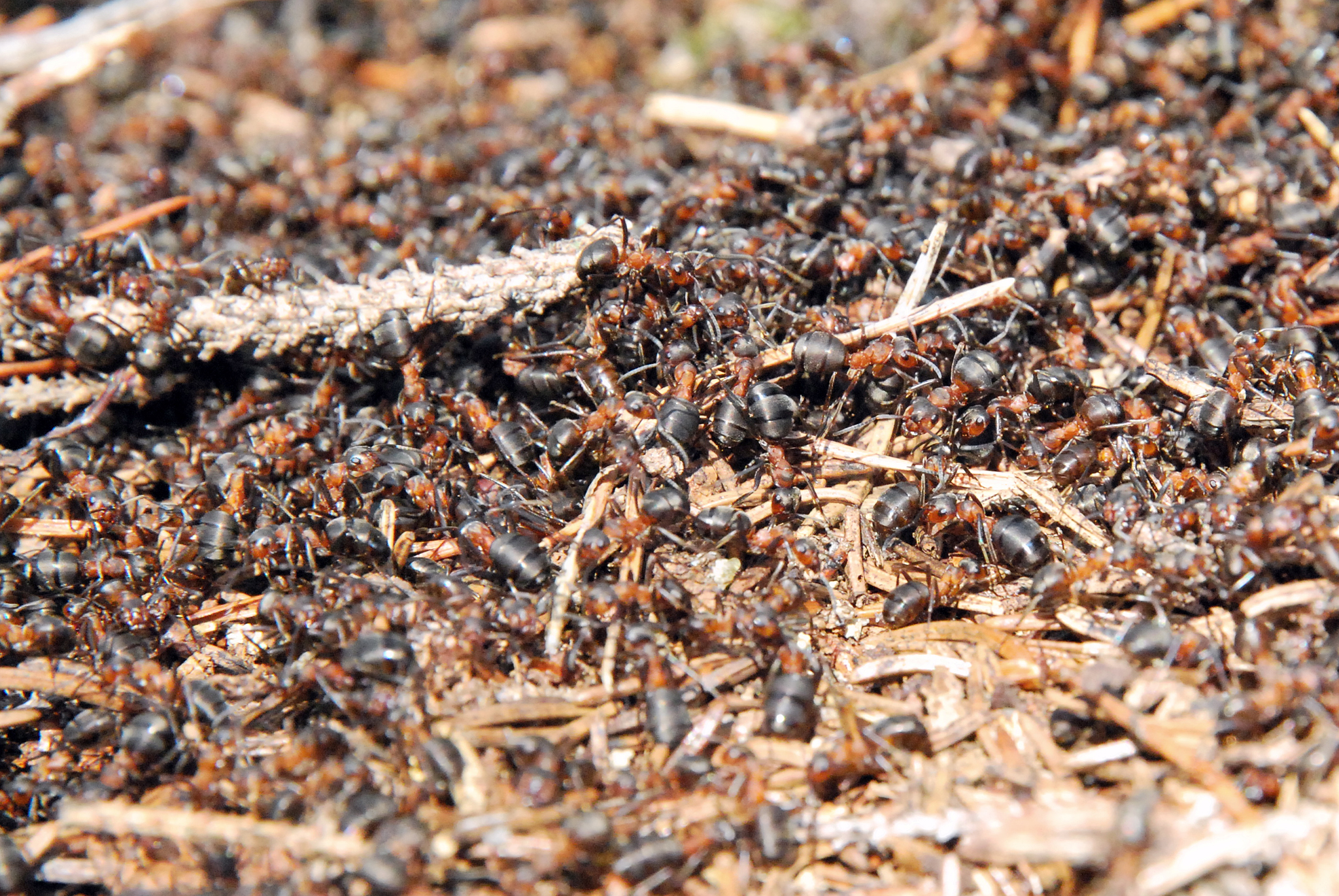
Arbetare som börjat arbeta med bygge etc. uppe på stackens yta värmda av vårsolen

## Förväxlingsarter
Den närmaste förväxlingsbara arten till röd skogsmyra är kal skogsmyra (Formica polyctena).

## Etymologi
Den röda skogsmyrans vetenskapliga namn, Formica rufa, kommer av latinets formica, som betyder myra, och rufa, som betyder röd. Detta syftar på artens delvis röda färg, och inte på att den skulle vara släkt med rödmyrorna, släktet Myrmica.